# 수디르만컵
수디르만컵(Sudirman Cup), 또는 세계혼합단체배드민턴선수권대회는 배드민턴 세계 연맹 회원국들이 참가하는 국제 배드민턴 혼성 단체전 대회이다. 1989년 첫 대회 이후 2년마다 개체되었으며, 인도네시아의 배드민턴 선수인 딕 수디르만의 이름을 따서 명명되었다. 대회는 남성 및 여성 단식, 남성 및 여성 복식, 혼성 복식으로 구성되어 있다.